# Tiémoko Meyliet Koné
Tiémoko Meyliet Koné, né le 26 avril 1949 à Tafiré, dans le nord de la Côte d'Ivoire, est un banquier et homme d'État ivoirien. Il est vice-président de la république de Côte d'Ivoire depuis le 20 avril 2022.

## Biographie
Koné Meyliet est né à Tafiré et fait partie du groupe ethnique des Senoufos,.
Il est marié et père de cinq enfants.

### Parcours à la BCEAO
De 1973 à 1975, Tiémoko Meyliet suit une formation financière et monétaire au Centre de Formation de la BCEAO puis à l’Institut du Fonds Monétaire International (FMI) à Washington en 1979.
Tiémoko Meyliet Koné intègre la Banque centrale des États de l'Afrique de l'Ouest (BCEAO) en 1975.
Directeur national de la BCEAO pour la Côte d'Ivoire et gouverneur suppléant au FMI de 1991 à 1998, Tiémoko Meyliet Koné a été président du Conseil d'administration de la Caisse de retraite par répartition avec épargnes de l’UEMOA (CRRAE-UEMOA) de 1996 à 2006,.
Pendant sa carrière à la BCEAO, Tiémoko Meyliet Koné y côtoie un autre banquier ivoirien, Alassane Ouattara.
En septembre 2017, il est élu membre du Conseil d'administration de l'Alliance pour l’inclusion financière (AFI) au sein duquel il a représenté les régions de l’Afrique subsaharienne, du Moyen-Orient et de l'Afrique du Sud.

### Parcours en Côte d'Ivoire
En 2007, Alassane Ouattara incite le nouveau premier ministre Guillaume Soro à prendre Tiémoko Meyliet Koné comme directeur de cabinet. Koné y reste de 2007 à 2010. Il est ensuite ministre de la Construction, de l’Urbanisme et de l’Habitat en 2010 dans le gouvernement Soro II, puis conseiller spécial du président de la République, chargé des Affaires économiques et monétaires. Il est ensuite gouverneur de la BCEAO de 2011 à 2022.
Koné est nommé vice-président de la république de Côte d'Ivoire par Alassane Ouattara le 19 avril 2022. Il devient ainsi, selon la constitution ivoirienne, le dauphin constitutionnel du président de la République de Côte d'Ivoire. Il prête serment le 20 avril 2022 devant le Conseil constitutionnel.

## Distinctions
Tiémoko Meyliet Koné est grand officier de l’ordre national du Bénin et officier de l'ordre national de la Légion d'honneur français, commandeur de l’ordre national de Côte d’Ivoire, commandeur de l’ordre national de Guinée-Bissau et commandeur de l’ordre international des Palmes académiques du CAMES (Conseil africain et malgache pour l’Enseignement supérieur).
En avril 2022, Tiémoko Meyliet Koné est élevé au rang de grand officier de l’ordre du Mono par le chef de l’État togolais Faure Gnassingbé.